# Signal (Verkehrszeitschrift)
Signal ist eine seit 1980 erscheinende verkehrspolitische Zeitschrift, die vom Berliner Fahrgastverband IGEB herausgegeben wird. Sie stellt gleichzeitig die Mitgliederzeitschrift des Vereins dar. Die Signal beschäftigt sich mit dem häufig ungenügenden  SEV bei Baumaßnahmen, aktuellen Maßnahmen der BVG oder S-Bahn Berlin, Bahnhofsumbauten in Berlin (wie z. B. Umbau des Bahnhofs Ostkreuz) sowie Grundlagen der Verkehrspolitik in Deutschland (wie z. B. den Regionalisierungsmitteln). Außerdem werden Vorschläge über bessere Anschlüsse, Fahrpläne oder Streckennetze gemacht.